# 2009-es motokrossz olasz nagydíj
Az olasz nagydíj a 2009-es FIM-motokrossz-világbajnokság  szezonnyitó versenye volt. 2009. március 28. és március 29. között került megrendezésre az olaszországi Faenzában. Az MX1-es kategóriában az észt Tanel Leok, az MX2-esek között a francia Gautier Paulin tudott diadalmaskodni. A második futamot a rossz időjárási viszonyok miatt törölték.

## Futam

### MX1
| Helyezés | #   | Versenyző          | Motor    | 1. futam | 2. futam | Össz |
| -------- | --- | ------------------ | -------- | -------- | -------- | ---- |
| 1        | 8   | Tanel Leok         | Yamaha   | 25       | 0        | 25   |
| 2        | 9   | Ken de Dycker      | Suzuki   | 22       | 0        | 22   |
| 3        | 25  | Clément Desalle    | Honda    | 20       | 0        | 20   |
| 4        | 111 | Aigar Leok         | TM       | 18       | 0        | 18   |
| 5        | 222 | Antonio Cairoli    | Yamaha   | 16       | 0        | 16   |
| 6        | 6   | Joshua Coppins     | Yamaha   | 15       | 0        | 15   |
| 7        | 5   | Maximilian Nagl    | KTM      | 14       | 0        | 14   |
| 8        | 24  | Tom Church         | CCM      | 13       | 0        | 13   |
| 9        | 19  | David Philippaerts | Yamaha   | 12       | 0        | 12   |
| 10       | 7   | Jonathan Barragan  | KTM      | 11       | 0        | 11   |
| 11       | 46  | Jason Dougan       | CCM      | 10       | 0        | 10   |
| 12       | 11  | Steve Ramon        | Suzuki   | 9        | 0        | 9    |
| 13       | 17  | Gareth Swanepoel   | Kawasaki | 8        | 0        | 8    |
| 14       | 14  | Marc de Reuver     | Honda    | 7        | 0        | 7    |
| 15       | 15  | Julien Bill        | Aprilia  | 6        | 0        | 6    |
| 16       | 75  | Kevin Wouts        | Honda    | 5        | 0        | 5    |
| 17       | 100 | Kevin Strijbos     | Honda    | 4        | 0        | 4    |
| 18       | 16  | James Noble        | Suzuki   | 3        | 0        | 3    |
| 19       | 12  | David Vuillemin    | Kawasaki | 2        | 0        | 2    |
| 20       | 10  | Cedric Melotte     | Honda    | 1        | 0        | 1    |

1. ↑  A második futamot a rossz időjárási viszonyok miatt törölték

### MX2
| Helyezés | #   | Versenyző           | Motor    | 1. futam | 2. futam | Össz |
| -------- | --- | ------------------- | -------- | -------- | -------- | ---- |
| 1        | 21  | Gautier Paulin      | Kawasaki | 25       | 0        | 25   |
| 2        | 89  | Jeremy van Horebeek | KTM      | 22       | 0        | 22   |
| 3        | 25  | Marvin Musquin      | Honda    | 20       | 0        | 20   |
| 4        | 39  | Davide Guarneri     | Yamaha   | 18       | 0        | 18   |
| 5        | 34  | Joel Roelants       | KTM      | 16       | 0        | 16   |
| 6        | 501 | Alessandro Lupino   | Yamaha   | 15       | 0        | 15   |
| 7        | 3   | Nicolas Aubin       | Yamaha   | 14       | 0        | 14   |
| 8        | 153 | Marco Maddii        | Suzuki   | 13       | 0        | 13   |
| 9        | 37  | Valentin Teillet    | KTM      | 12       | 0        | 12   |
| 10       | 45  | Jake Nicholls       | KTM      | 11       | 0        | 11   |

- A pontozásról bővebben a motokrossz-pontozási rendszer cikkben lehet tájékozódni.

## Külső hivatkozások
- motocrossmx1.com Archiválva 2014. február 8-i dátummal a Wayback Machine-ben
- fim.ch[halott link]